# Nederlandse kampioenschappen schaatsen afstanden 2024 - Massastart vrouwen
De massastart vrouwen op de Nederlandse kampioenschappen schaatsen afstanden 2024 werd gereden op zaterdag 30 december 2023 in ijsstadion Thialf te Heerenveen.
Er stonden zestien vrouwen aan de start voor een wedstrijd van zestien ronden. Merel Conijn sprong vier ronden voor het einde weg en kwam twee ronden later met een voorsprong van 40 meter op de helft van het veld door. Net na het ingaan van de laatste ronde werd ze voorbijgereden door Marijke Groenewoud en Irene Schouten en liet hun ploeggenote Bente Kerkhoff een gaatje vallen. Titelhouder Schouten won haar tiende titel, voor een uitbollende Groenewoud, en Esther Kiel die de sprint van het achtervolgende groepje won.

## Uitslag
| #  | Schaatser            | Team                         | Ronden | Punten | Punten | Punten | Punten | Punten | Tijd    |
| #  | Schaatser            | Team                         | Ronden | Sp 1   | Sp 2   | Sp 3   | Sp 4   | Totaal | Tijd    |
| -- | -------------------- | ---------------------------- | ------ | ------ | ------ | ------ | ------ | ------ | ------- |
| 1  | Irene Schouten       | Team Albert Heijn Zaanlander | 16     |        |        |        | 60     | 60     | 8.21,36 |
| 2  | Marijke Groenewoud   | Team Albert Heijn Zaanlander | 16     |        |        |        | 40     | 40     | 8.21,73 |
| 3  | Esther Kiel          | Team BDM/BTZ                 | 16     |        |        |        | 20     | 20     | 8.22,33 |
| 4  | Robin Groot          | Team IKO                     | 16     |        |        |        | 10     | 10     | 8.22,44 |
| 5  | Bente Kerkhoff       | Team Albert Heijn Zaanlander | 16     |        | 2      |        | 6      | 8      | 8.22,86 |
| 6  | Patricia Koot        | KNSB Inline Selectie         | 16     | 2      |        |        | 3      | 5      | 8.23,84 |
| 7  | Merel Conijn         | Team Jumbo-Visma             | 16     |        |        | 3      |        | 3      | 8.24,34 |
| 8  | Paulien Verhaar      | Bouwbedrijf De Vries         | 16     |        | 3      |        |        | 3      | 8.47,27 |
| 9  | Reina Anema          | Team Jumbo-Visma             | 16     |        |        | 2      |        | 2      | 8.37,12 |
| 10 | Elisa Dul            | Team Albert Heijn Zaanlander | 16     |        |        | 1      |        | 1      | 8.36,27 |
| 11 | Hilde Noppert        | Bouwbedrijf De Vries         | 16     | 1      |        |        |        | 1      | 8.41,18 |
| 12 | Lidia Tempert        | Boltrics                     | 16     |        | 1      |        |        | 1      | 8.49,87 |
| 13 | Gioya Lancee         | Team BDM/BTZ                 | 16     |        |        |        |        | 0      | 8.33,55 |
| 14 | Elsemieke van Maaren | Team BDM/BTZ                 | 16     |        |        |        |        | 0      | 8.42,23 |
| 15 | Lisan van der Linde  | Gewest Friesland             | 16     |        |        |        |        | 0      | 8.47,49 |
| 16 | Vera van Ditshuizen  | De Vechtsebanen              | 13     | 3      |        |        |        | 0      | DNF     |